# Anari (Musikerin)

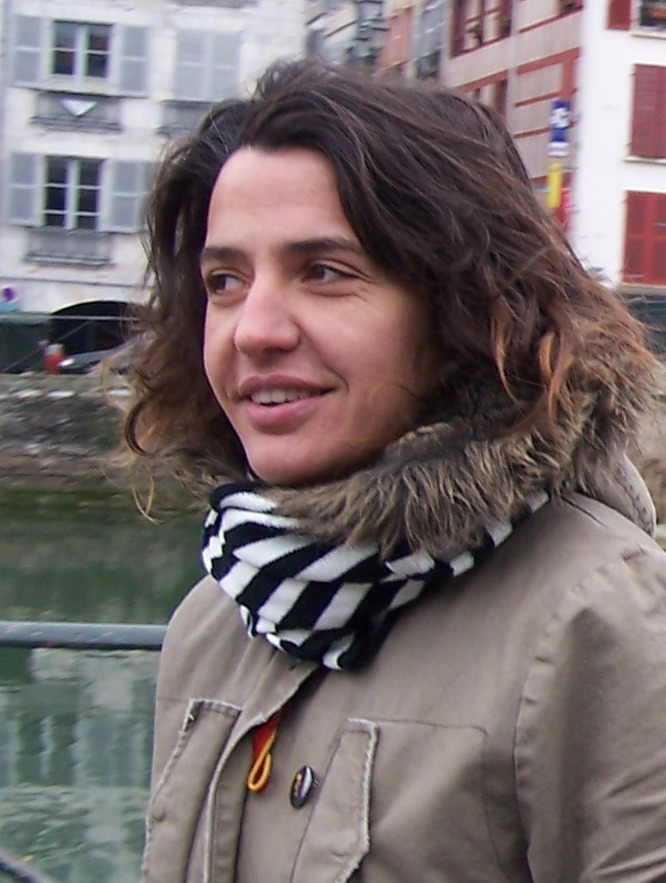
Anari

Anari (eigentlich Ana Rita Alberdi; * 1970 in Azkoitia, Gipuzkoa) ist eine baskische Sängerin und Songwriterin.  1997 veröffentlichte sie ihr erstes Album.
Sie ist hauptsächlich im Musikbereich tätig, gab aber auch Unterricht: Spanisch und Philosophie an der Ordizia-Schule in Gipuzkoa (2007) sowie Spanisch und Literatur an der Xabier-Munibe-Schule in Azkoitia (2008) und der Lauaizeta-Schule in Donostia (2009).

## Diskografie

### Soloalben
- Anari (Esan Ozenki, 1997)
- Habiak (Esan Ozenki, 2000)
- Anari ta Petti (Metak, 2003)
- Zebra (Metak, 2005)
- Anari Kafe Antzokian Zuzenean (Bidehuts, 2008)
- Irla izan (Bidehuts, 2009)
- Bidea eta denbora (Bidehuts, 2013)
- Zure aurrekari penalak (Bidehuts, 2015)
- Epilogo bat (Bidehuts, 2016)

### Kollaborationen
- Postariarena auf dem Album Ikastola Berria Eraiki Dezagun Zuberoan (Esan Ozenki, 1997): CD, um Geld für die Sohuta-Schule im nördlichen Teil des Baskenlandes zu sammeln
- Ilargia barruan auf dem Album Oztopo Guztien Gainetik Bonberenea (Bonberenea Ekintzak, 2002)
- Muga kanta auf dem Album Acuarela songs (Acuarela, 2004)
- Habiak auf dem Album The Rockdelux Experience. 23. November 2004 (Sinedín-Rockdelux, 2005): Dieses Lied von Anari wurde beim Konzert zum 20. Jubiläum des Magazines Rockdelux gespielt.
- Aintzinako bihotz auf dem Album Txinaurriak. Mikel Laboari ikasitako kantuak. (Bidehuts, 2010).
- Gitarra bat auf dem Album Imanol Urbieta, bakarrik eta libre (Elkar, 2013).
- Sad song auf dem Album Lou Reed, mila esker (2014).

### Andere Kollaborationen
- Eskale baten memoriak auf dem Album Erantzunik gabe (1999)
- Mendebaldarketa auf dem Album FM 99.00 Dub Manifest von Fermin Muguruza (Esan Ozenki, 1999)